# Dino 7 Cordas
Horondino José da Silva, célèbre sous le nom de Dino 7 Cordas, (Rio de Janeiro, 5 mai 1918 - Rio de Janeiro, 27 mai 2006) était le guitariste brésilien unanimement reconnu comme leur plus grande influence par les musiciens pratiquant la guitare à sept cordes, l'instrument qu'il a utilisé pour développer son langage et sa technique. Il était également l'un des plus grands musiciens de choro.

## Biographie
Il naît le 5 mai 1918, de Caetano José da Silva, soudeur au Lóide Brasileiro, et de Cacemira Augusta da Silva (surnommée Filhinha), dans la Rua Orestes, située dans le quartier Santo Cristo de Rio de Janeiro. Son acte de naissance est enregistré en août 1918, c'est pourquoi, dans certains ouvrages importants, la date du 5 août est indiquée comme étant celle de sa naissance. Sa relation avec la guitare remonte à l'enfance. Son père était un guitariste amateur, tout comme certains amis qui fréquentaient la maison. Dino baigne donc très tôt dans un climat musical qui suscite son intérêt. Dans un premier temps, il commence à pratiquer le bandolim (la mandoline brésilienne), qu'il abandonne peu de temps après pour la guitare.
Après le cours primaire, il est employé comme ouvrier dans la fabrication de chaussures. À ce moment-là, il participe déjà à des fêtes de famille et à des soirées, où son père et lui se relaient à la guitare. Lors d’une de ces occasions, il rencontre le joueur de pandeiro Jacó Palmieri et le chanteur Augusto Calheiros, personnages qui auront une grande importance pour son entrée dans la vie musicale professionnelle.
Vers 1934, il commence à accompagner Calheiros dans des spectacles de cirque, recevant une petite rémunération qui complète son salaire d’ouvrier dans la fabrique de chaussures. À cette époque-là, il maîtrise déjà le répertoire musical des toadas, des valses et des sambas qu'il apprend en écoutant la radio. Il s'inspire principalement du duo Nei Orestes et Carlos Lentini, guitaristes du Regional de Benedito Lacerda, l'un des groupes les plus importants de l'époque. Ce type d'apprentissage est essentiel dans sa carrière et lui procure un vaste répertoire et la capacité de jouer différents genres.
Sa carrière s'envole en 1937, lorsqu'il est invité à remplacer le guitariste du Regional de Benedito Lacerda, Nei Orestes, qui tombe malade et doit être hospitalisé. Le Regional, dirigé par le flûtiste, est donc composé de  Dino et Jayme Florence (surnommé Meira) aux guitares, Popeye au tamborim et Valdiro Frederico Tramontano et Canhoto au cavaquinho. Dino et Meira deviendront des références dans le monde de la samba et du choro et participeront à d'innombrables enregistrements pendant trois décennies.
En 1954, Dino fait fabriquer sa première guitare à sept cordes (violão de 7 cordas), ce qui a fait de lui l'un des pionniers de cet instrument au Brésil. La septième corde est la corde la plus grave, généralement accordée en do (ou en si). Dinol devient connu sous le nom de Dino Sete Cordas.
En 1974, il crée les arrangements de Cartola, le grand sambiste de Mangueira, et y joue toutes les parties de guitares à 7 cordes.
Dino n'a jamais souhaité particulièrement avoir son nom sur la couverture d'un album. Cependant, sur l'insistance d'un de ses disciples les plus célèbres, Raphael Rabello, il enregistre en 1991 avec celui-ci l’album "Raphael Rabello et Dino 7 Cordas".
Il a enseigné la guitare pendant de nombreuses années, jusqu'à la fin de sa vie.
Le 27 mai 2006, Dino meurt d'une pneumonie, à l'hôpital d'Andaraí. Son corps est enterré au cimetière São João Batista, dans le quartier de Botafogo.